# Finlands præsidenter
Finland blev uafhængig af Rusland i 1917. Finlands præsidenter, der bliver valgt for seks år, har været:
| Nr. | Billede | Navn                    | Periode start   | Slut            |
| --- | ------- | ----------------------- | --------------- | --------------- |
| 1   |         | Kaarlo Juho Ståhlberg   | 1919            | 1925            |
| 2   |         | Lauri Kristian Relander | 1925            | 1931            |
| 3   |         | Pehr Evind Svinhufvud   | 1931            | 1937            |
| 4   |         | Kyösti Kallio           | 1937            | 1940            |
| 5   |         | Risto Ryti              | 1940            | 1944            |
| 6   |         | Carl Gustaf Mannerheim  | 4. august 1944  | 11. marts 1946  |
| 7   |         | Juho Kusti Paasikivi    | 11. marts 1946  | 1. marts 1956   |
| 8   |         | Urho Kekkonen           | 1. marts 1956   | 27. januar 1982 |
| 9   |         | Mauno Koivisto          | 27. januar 1982 | 1. marts 1994   |
| 10  |         | Martti Ahtisaari        | 1. marts 1994   | 1. marts 2000   |
| 11  |         | Tarja Halonen           | 1. marts 2000   | 1. marts 2012   |
| 12  |         | Sauli Niinistö          | 1. marts 2012   | 1. marts 2024   |
| 13  |         | Alexander Stubb         | 1. marts 2024   | nuværende       |